# Глуховський Дмитро Олексійович
Дмитро Олексійович Глуховський (народ. 12 червня 1979, Москва) — російський письменник і журналіст, автор романів-антиутопій «Метро 2033», «Метро 2034», «Метро 2035», «Майбутнє», «Сутінки», «Розповіді про Батьківщину». Творець книжкової серії «Всесвіт Метро 2033». Військовий кореспондент, радіоведучий. Здійснив перший у світі прямий телерепортаж із Північного полюса у липні 2007 року.

## Життєпис
Народився і виріс у Москві (батько — поет Олексій Глуховський), де закінчив школу №1231 на Арбаті, з поглибленим вивченням французької мови. Вищу освіту (за спеціальностями журналістика і міжнародні відносини) отримав у Єрусалимському університеті.

### Журналістська діяльність
2002—2005 — працював на телеканалі EuroNews у французькому Ліоні, після чого повернувся до Російської федерації і продовжив кар'єру телекорреспондента на новоствореному Russia Today. За три роки об'їздив багато країн, входив до «кремлівського пулу», побував на космодромі Байконур, в зоні відчуження Чорнобильської АЕС, на Північному полюсі, звідки в липні 2007 року здійснив перший у світі прямий телерепортаж. Співпрацював з європейськими ЗМІ — німецькою радіостанцією Deutsche Welle і британським телеканалом Sky News. З 2007 по 2009 рік працював ведучим Радіо «Маяк». Зараз є колумністом видань «Сноб» та GQ.
У червні 2022 року оголошений МВС Російської федерації в розшук, заочно арештований. Письменнику інкримінують скоєння злочину, передбаченого статтею 280.3 карного кодексу («Публічні дії, спрямовані на дискредитацію використання Збройних сил Російської Федерації»). Глуховський має активну антивоєнну позицію, зокрема у своїх заявах у соцмережах: «Як обтяжливі обставини — звинувачення Президента РФ у розв'язуванні війни з Україною. Я готовий повторити все сказане: «Зупиніть війну! Визнайте, що це війна проти цілого народу, і припиніть її!» 6 жовтня 2022 року міністерство юстиції Росії додало його до реєстру ЗМІ-іноагентів.

## Літературна діяльність
Свій перший роман «Метро 2033», який приніс йому популярність, Глуховський задумав у старших класах школи і почав писати вже на перших курсах університету. Перша версія була готова в 2002 році. Отримавши відмову від усіх видавців, яким був відправлений рукопис, Дмитро опублікував її в Інтернеті — безкоштовно і цілком — на спеціально створеному сайті. У 2002 році це було новаторством. У 2005 році книга була випущена видавництвом «Ексмо», потім у 2007 році видавництвом «Популярна література»; надалі -  у видавництві «АСТ». Роман став одним з російських бестселерів 2000-х років, його наклад перевищує мільйон примірників. Книга перекладена 37 іноземними мовами, стала основою для двох культових відеоігор, а права на її екранізацію були викуплені голлівудською кіностудією MGM.
Наступні книги Глуховського — «Сутінки» (2007), «Метро 2034» (2009), «Розповіді про Батьківщину» (2010) та «Майбутнє» (2013) також стали національними бестселерами і перекладалися на європейські та азійські мови. Дмитро продовжує експериментувати з форматами: роман «Майбутнє», наприклад, був безкоштовно опубліковано в соцмережі «ВКонтакті», а його розділи супроводжувалися треками спеціально створеної звукової доріжки і ілюстраціями. На у 2014 році Глуховський написав роман «Метро 2035» і працює над лібрето американської опери «Троє астронавтів» за мотивами однойменного твору Умберто Еко.

### Романи
- 2005 — Метро 2033
- 2007 — Сутінки
- 2009 — Метро 2034
- 2013 — Майбутнє
- 2015 — Метро 2035[11]
- 2017 — Текст

### Збірки
- Ніч (збірка оповідань) (1998)
  - Ніч
  - Коли ти один
  - Лети
  - Вісім хвилин
- Розповіді про тварин (збірка оповідань) (1998)
  - Історія однієї собаки
  - Випадок у зоопарку
- Розповіді про батьківщину (2010)
  - Том 1 (2008—2010):
    - Чо почому
    - From Hell
    - Протез
    - Перед штилем
    - Добру справу
    - Кожному своє
    - Головне новини
    - Іноді вони повертаються
    - Utopia
    - Одна на всіх
    - Явище
    - На дні
    - Deus Ex Machina
    - До і після

  - Том 2 (2011—2012):
    - Заклик
    - Куди подітися
    - Годування тайських сомиків
    - Телефонне право
    - Оппенгеймер
    - Рік за три
    - Одкровення

### Оповідання
- Infinita Tristessa (2005)
- Кінець дороги (2006)
- Похолодання (2008)
- Відлига (2008)
- Еволюція (2008)
- Повернення до Кордови (2010)
- Причастя (2010)
- Євангеліє від Артема (2011)
- Ліфт (2011)
- Придушення і витіснення (2012)
- Поки стоїть (2012)

### Різне
- Щоденник науковця. Передісторія до мультфільму 9 (2009)

## Нагороди та премії
- Eurocon (ESFS Awards) / Encouragement Awards / Найкращий дебют (2007)

## Переклади українською
- Дмитро Ґлуховський. Метро 2033 : роман. Переклад з рос.: Борис Щавурський. Тернопіль: НК Богдан. 2020. 616 стор. ISBN 978-966-10-6112-4[13][14]
- Дмитро Ґлуховський. Метро 2034 : роман. Переклад з рос.: Борис Щавурський. Тернопіль: НК Богдан. 2020. 616 стор. ISBN 978-966-10-6112-4[15]
- Дмитро Ґлуховський. Метро 2035 : роман. Переклад з рос.: Борис Щавурський. Тернопіль: НК Богдан. 2021. TBA стор. ISBN TBA (очікується з друку)